# هاوانای قدیم

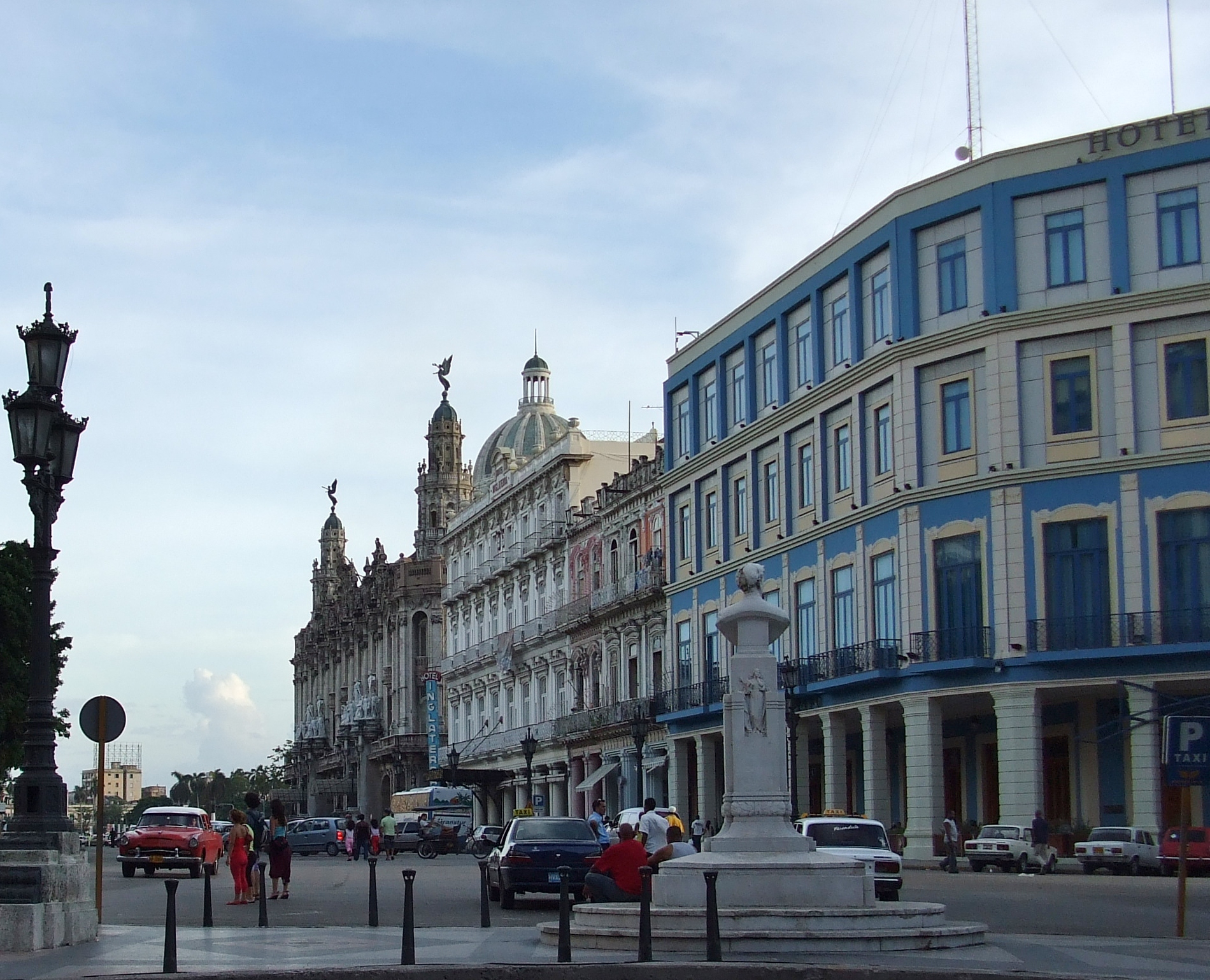
هاوانای قدیم.

هاوانای قدیم (به اسپانیایی: La Habana Vieja) مرکز شهر و یکی از ۱۵ منطقهٔ شهرداری تشکیل‌دهندهٔ هاوانا -پایتخت کوبا- است. این منطقه دومین منطقهٔ پرتراکم -از لحاظ جمعیت- در شهر است و هستهٔ تاریخی آن را شامل می‌شود. هاوانای قدیم جزو میراث جهانی یونسکو است.

## نگارخانه

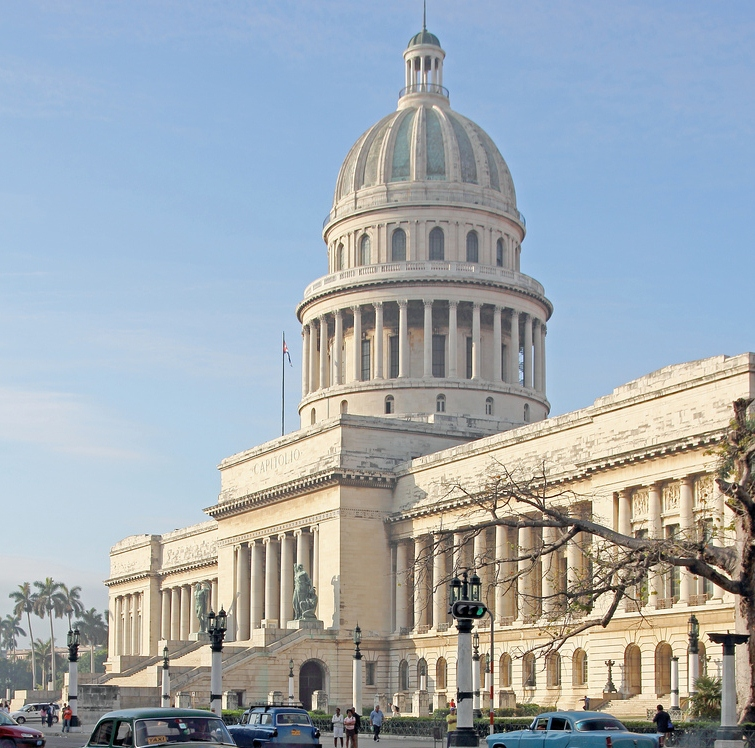
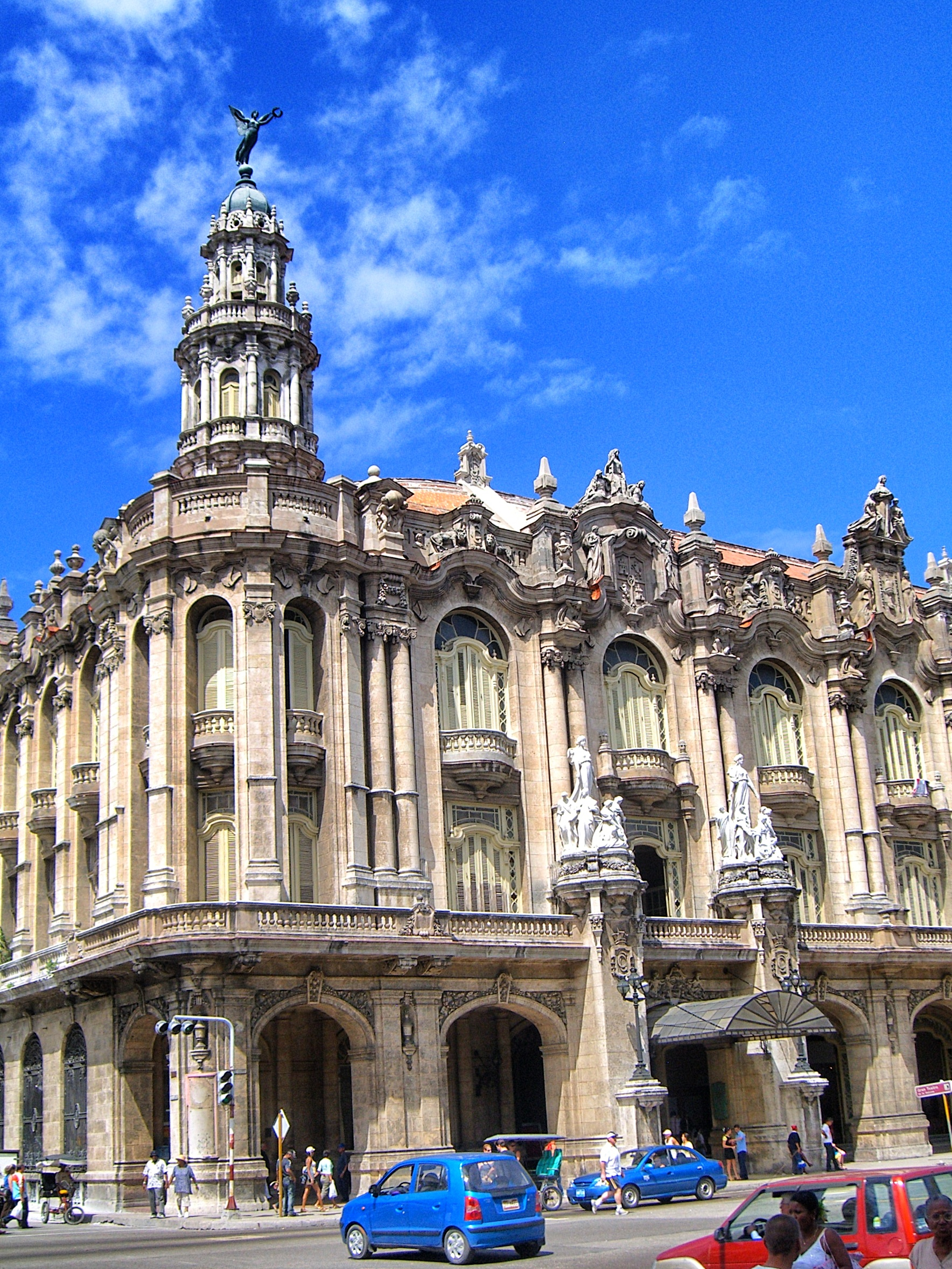
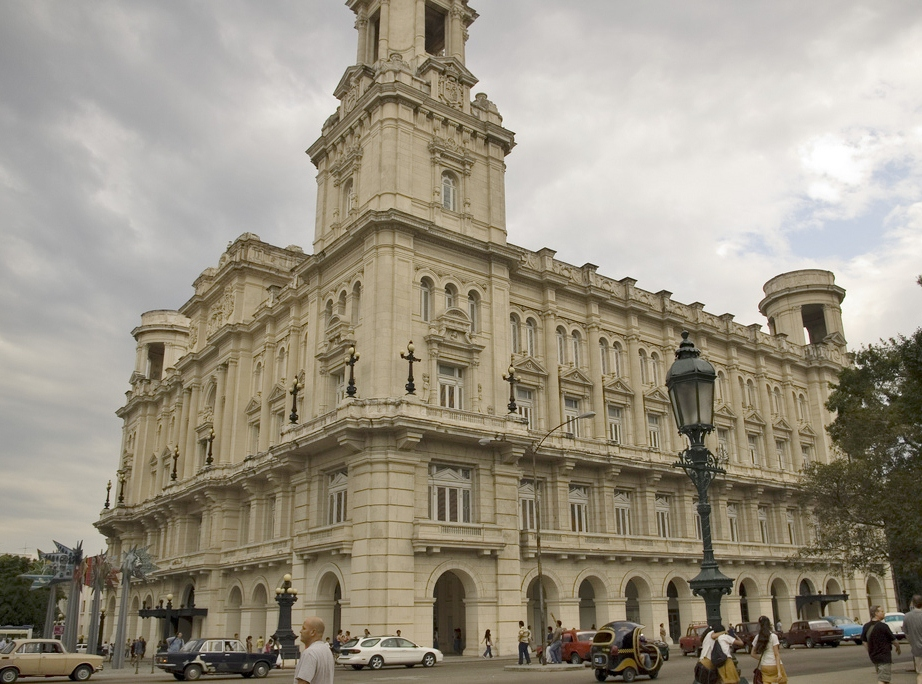
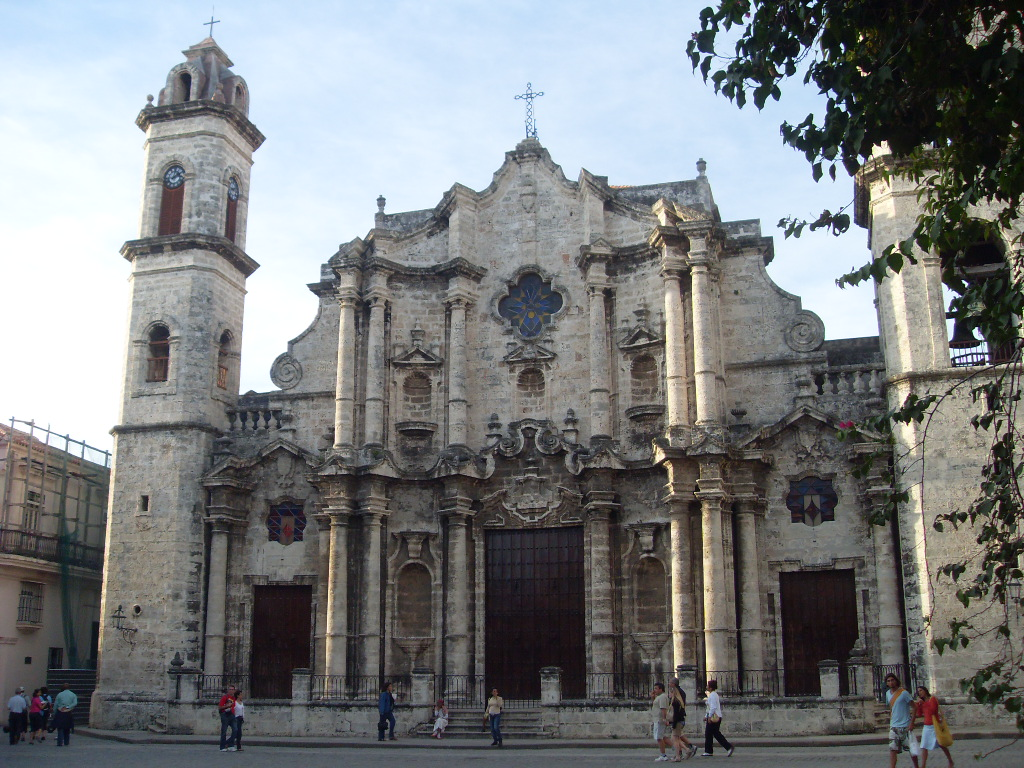
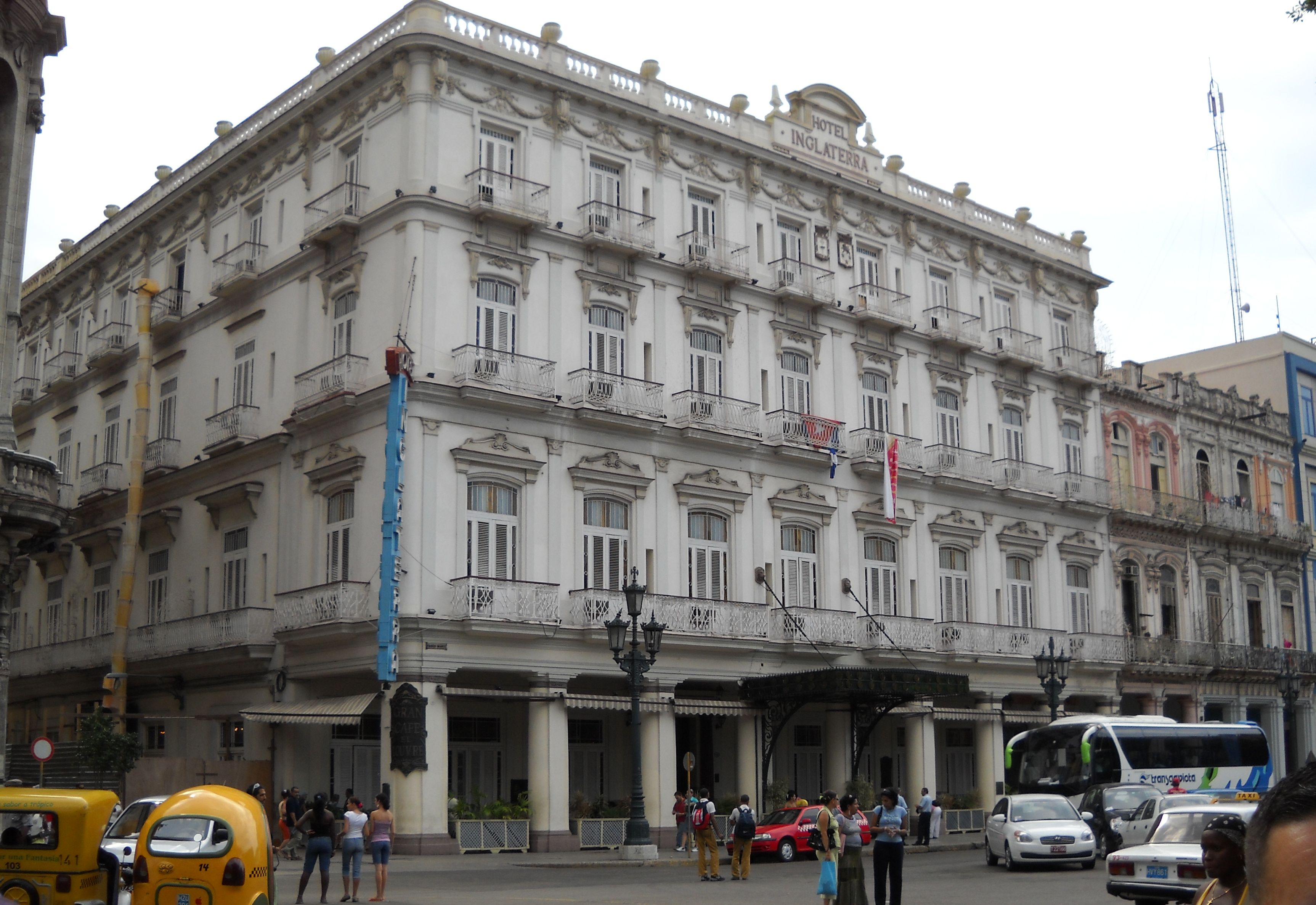
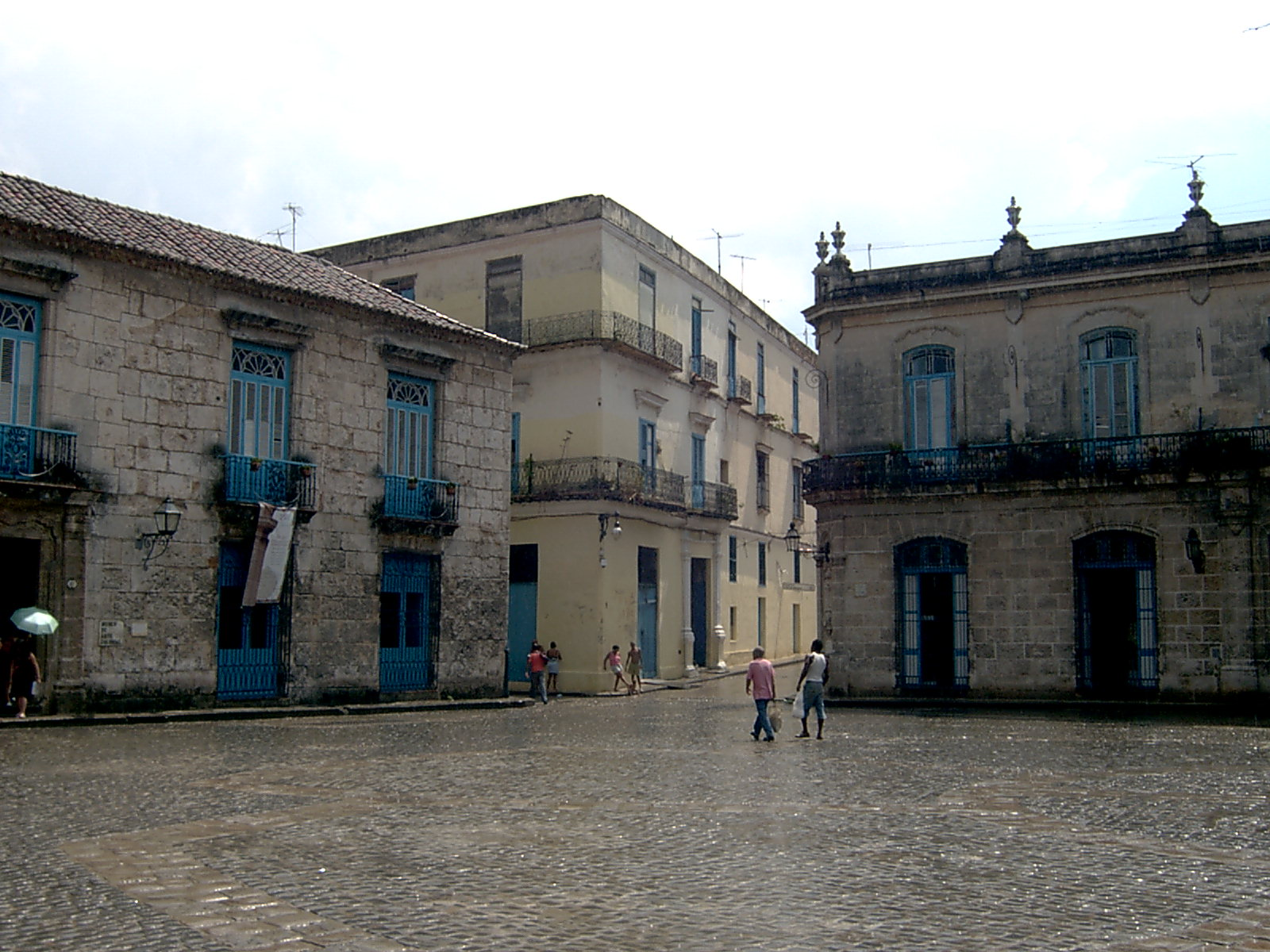
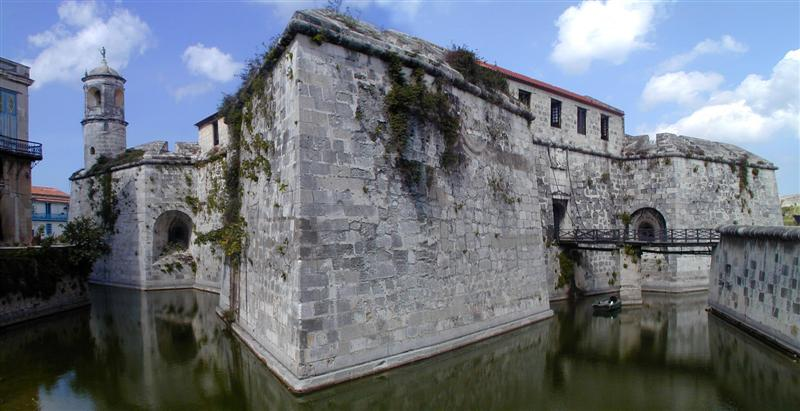
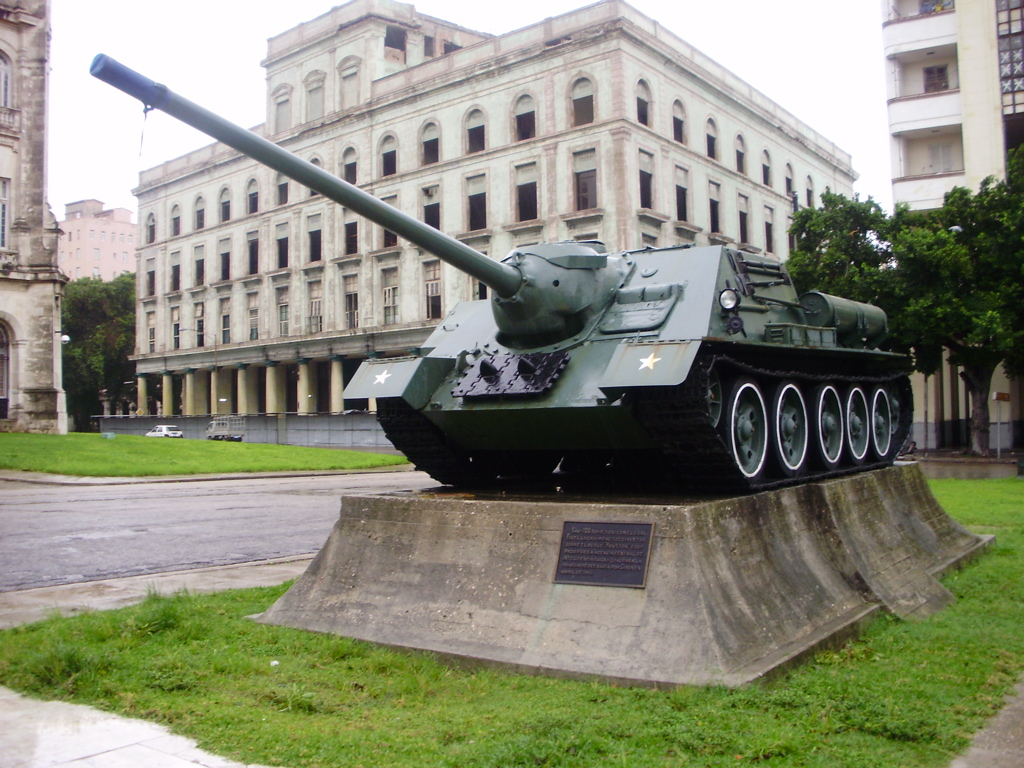
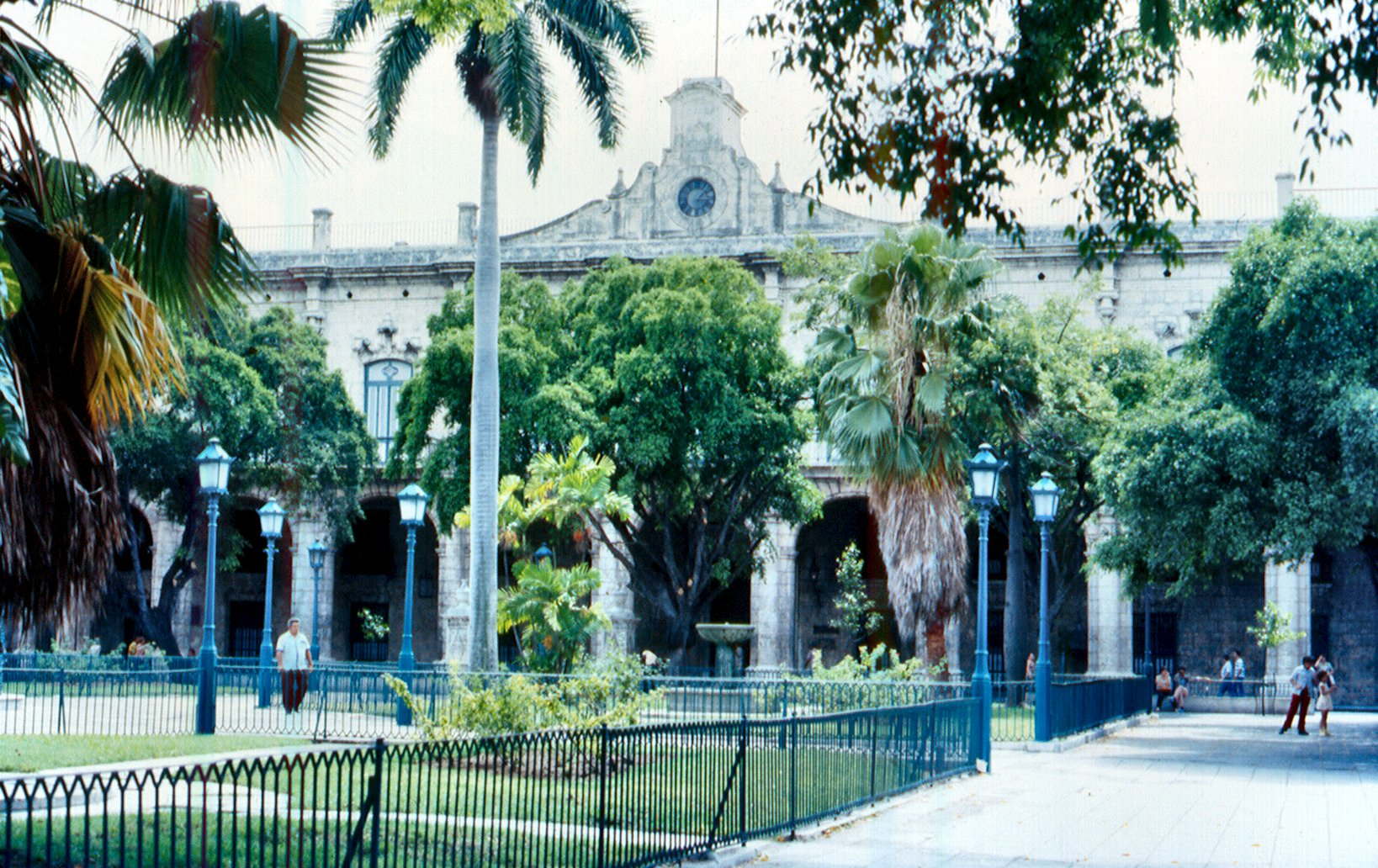
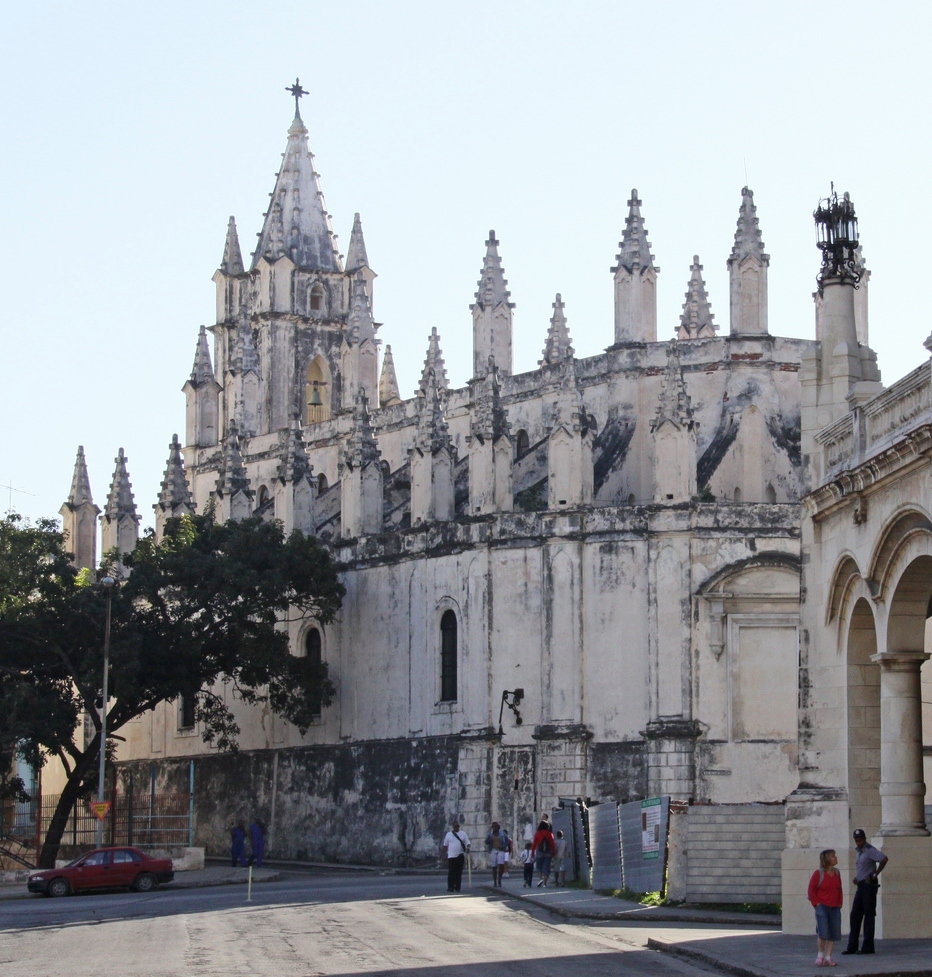
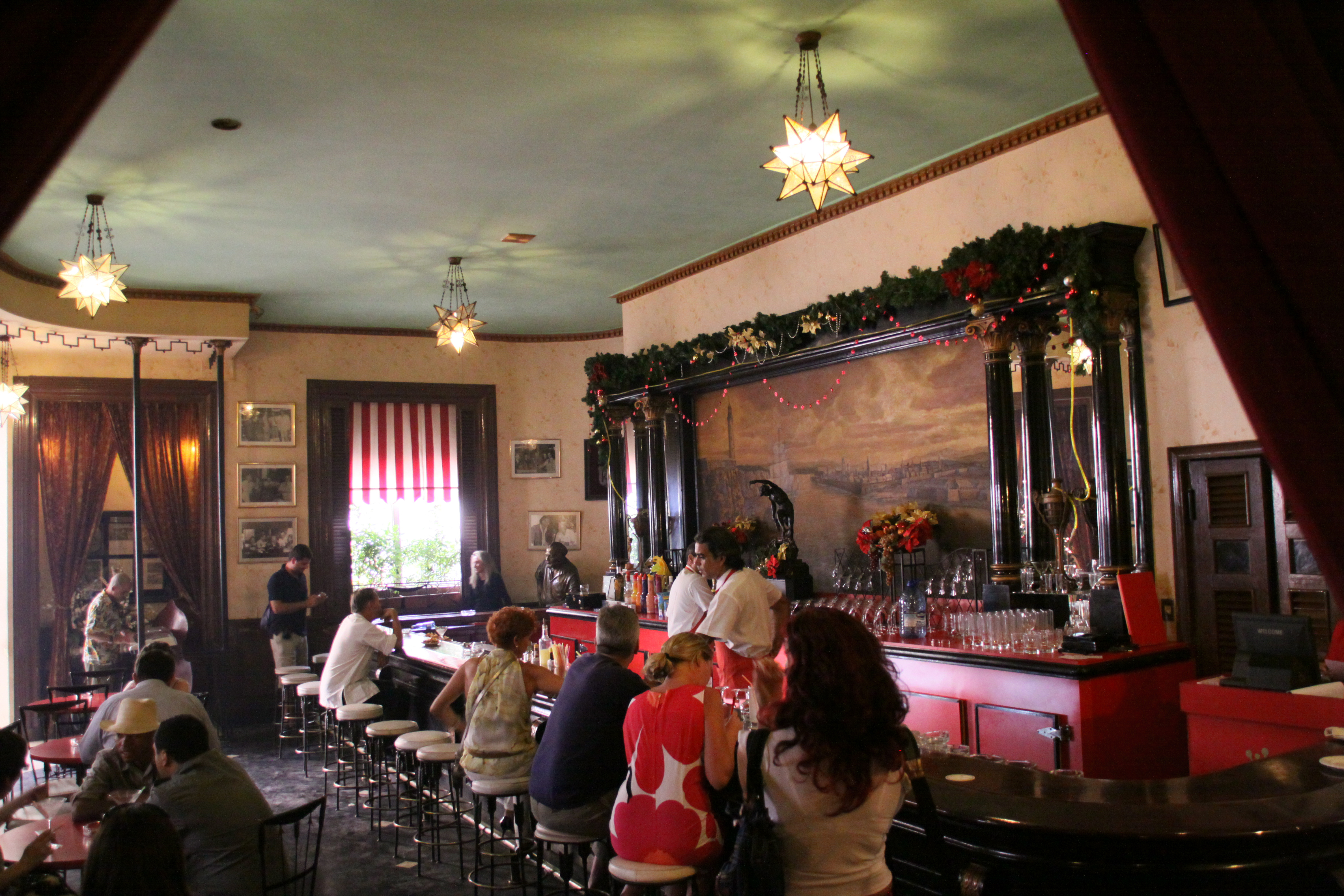